# Treyarch
Treyarch Corporation ([ˈtreɪɑːrk] TRAY-ark; anteriormente Treyarch Invention LLC) é uma empresa de desenvolvimenro de jogos eletrônicos com sede em Santa Monica, Califórnia. Fundado em 1996 por Peter Akemann e Doğan Köslü, foi adquirido pela Activision em 2001. O estúdio é conhecido por seu trabalho para a série Call of Duty, que desenvolve juntamente com Infinity Ward, Sledgehammer Games e Raven Software.

## História
A Treyarch foi fundada em 1996 como Treyarch Inventions e foi adquirida pela Activision em 2001. Em 2005, Gray Matter Studios foi incorporada pela Treyarch.
Como parte da Leipzig Games Convention de 2007, a Activision anunciou que a Treyarch seria um dos três desenvolvedores por trás de seu primeiro jogo baseado em James Bond, 007: Quantum of Solace.  O jogo foi lançado em 31 de outubro de 2008 na Europa e 4 de novembro de 2008 na América do Norte.  Vicarious Visions desenvolveu a versão Nintendo DS e Eurocom desenvolveu a versão PlayStation 2.  A Treyarch é uma das principais desenvolvedoras da série Call of Duty.
Call of Duty: Black Ops II deteve o recorde de maior lançamento de entretenimento da história em qualquer forma de entretenimento, quebrando o recorde 24 horas após seu lançamento até ser superado por Grand  Theft Auto V. As vendas do jogo foram alcançadas em todo o mundo US$ 650 milhões em cinco dias após seu lançamento. A Treyarch trabalhou na versão Wii U de Call of  Duty: Ghosts, a fim de otimizá-lo para o console. O mais recente videogame da Treyarch é Call of Duty: Modern Warfare II, que foi desenvolvido com Infinity Ward. O jogo foi lançado em 28 de outubro de 2022.

## Jogos Desenvolvidos
| Ano  | Jogo                             | Plataforma(s)                                                                                              | Nota(s) |
| ---- | -------------------------------- | --- | --- |
| 1998 | Olympic Hockey '98               | Nintendo 64                                                                                                | |
| 1998 | Die by the Sword                 | Microsoft Windows                                                                                          | |
| 1998 | Die by the Sword: Limb from Limb | Microsoft Windows                                                                                          | |
| 1999 | Triple Play 2000                 | Nintendo 64                                                                                                | |
| 2000 | Draconus: Cult of the Wyrm       | Dreamcast                                                                                                  | |
| 2000 | Triple Play 2001                 | PlayStation                                                                                                | |
| 2000 | Max Steel: Covert Missions       | Dreamcast                                                                                                  | |
| 2001 | Triple Play Baseball             | Microsoft Windows, PlayStation, PlayStation 2                                                              | |
| 2002 | NHL 2K2                          | Dreamcast                                                                                                  | |
| 2002 | Spider-Man                       | GameCube, PlayStation 2, Xbox                                                                              | |
| 2002 | Kelly Slater's Pro Surfer        | GameCube, PlayStation 2, Xbox                                                                              | |
| 2002 | NHL 2K3                          | GameCube, PlayStation 2, Xbox                                                                              | |
| 2002 | Minority Report: Everybody Runs  | GameCube, PlayStation 2, Xbox                                                                              | |
| 2004 | Spider-Man 2                     | GameCube, PlayStation 2, Xbox                                                                              | |
| 2005 | Ultimate Spider-Man              | GameCube, PlayStation 2, Xbox                                                                              | |
| 2005 | Call of Duty 2: Big Red One      | GameCube, PlayStation 2, Xbox                                                                              | |
| 2006 | Call of Duty 3                   | PlayStation 2, PlayStation 3, Xbox, Xbox 360                                                               | |
| 2007 | Spider-Man 3                     | PlayStation 2, PlayStation Portable, Nintendo Wii, PlayStation 3, Xbox 360, Microsoft Windows, macOS, OS X | |
| 2008 | Spider-Man: Web of Shadows       | Microsoft Windows, PlayStation 3, Wii, Xbox 360                                                            | |
| 2008 | 007: Quantum of Solace           | Microsoft Windows, PlayStation 3, Wii, Xbox 360                                                            | |
| 2008 | Call of Duty: World at War       | Microsoft Windows, PlayStation 3, Wii, Xbox 360                                                            | Wii version co-developed by Exakt Entertainment                                                                     |
| 2010 | Call of Duty: Black Ops          | Microsoft Windows, PlayStation 3, Wii, Xbox 360                                                            | Assisted by FXVille, Nerve Software, Pi Studios, Raven Software and Certain Affinity                                |
| 2012 | Call of Duty: Black Ops II       | Microsoft Windows, PlayStation 3, Wii U, Xbox 360                                                          | |
| 2015 | Call of Duty: Black Ops III      | Microsoft Windows, PlayStation 4, Xbox One                                                                 | Assisted by Raven Software                                                                                          |
| 2018 | Call of Duty: Black Ops 4        | Microsoft Windows, PlayStation 4, Xbox One                                                                 | Assisted by Beenox and Raven Software                                                                               |
| 2020 | Call of Duty: Warzone            | Microsoft Windows, PlayStation 4, Xbox One                                                                 | Co-developed with Infinity Ward & Raven Software                                                                    |
| 2020 | Call of Duty: Black Ops Cold War | Microsoft Windows, PlayStation 4, PlayStation 5, Xbox One, Xbox Series X/S                                 | Co-developed with Raven Software, assisted by High Moon Studios, Beenox, Activision Shanghai and Sledgehammer Games |
| 2021 | Call of Duty: Vanguard           | Microsoft Windows, PlayStation 4, PlayStation 5, Xbox One, Xbox Series X/S                                 | Zombies and Ranked Play modes, assisted Sledgehammer Games                                                          |
| 2022 | Call of Duty: Modern Warfare II  | Microsoft Windows, PlayStation 4, PlayStation 5, Xbox One, Xbox Series X/S                                 | Ranked Play mode, assisted Infinity Ward                                                                            |
| 2022 | Call of Duty: Warzone 2.0        | Microsoft Windows, PlayStation 4, PlayStation 5, Xbox One, Xbox Series X/S                                 | Ranked Play mode, assisted Infinity Ward and Raven Software                                                         |
| 2023 | Call of Duty: Modern Warfare III | Microsoft Windows, PlayStation 4, PlayStation 5, Xbox One, Xbox Series X/S                                 | Modos Zumbis e Jogo Ranqueado, assisted Sledgehammer Games                                                          |
| 2024 | Call of Duty: Black Ops 6        | | Co-desenvolvido com Raven Software                                                                                  |

### Portes desenvolvidos
| Ano  | Jogo                                 | Plataforma(s) | Desenvolvedor(s) |
| ---- | ------------------------------------ | ------------- | ---------------- |
| 2000 | Tony Hawk's Pro Skater               | Dreamcast     | Neversoft        |
| 2000 | Tony Hawk's Pro Skater 2             | Dreamcast     | Neversoft        |
| 2001 | Spider-Man                           | Dreamcast     | Neversoft        |
| 2001 | Tony Hawk's Pro Skater 2x            | Xbox          | Neversoft        |
| 2009 | Call of Duty: Modern Warfare: Reflex | Wii           | Infinity Ward    |
| 2011 | Call of Duty: Modern Warfare 3       | Wii           | Infinity Ward    |
| 2013 | Call of Duty: Ghosts                 | Wii U         | Infinity Ward    |

### Cancelados
- Dead Rush (2004)

## Ligações Externas
- Treyarch Site Oficial
- Activision Site Oficial